# Трахони
Трахо̀ни (на гръцки: Τραχώνι) е село в Кипър, окръг Лимасол. Според статистическата служба на Република Кипър през 2001 г. селото има 3294 жители.
Намира се частично на територията на британската военна база Акротири.